# 코스탼틴 제바호
코스탼틴 발렌티노비치 제바호(우크라이나어: Костянтин Валентинович Жеваго, 러시아어: Константин Валентинович Жеваго; 1974년 1월 7일 출생)는 우크라이나의 사업가, 자선가, 정치인이다. 그는 1998년부터 2019년까지 21년 동안 최고 라다(우크라이나 의회) 의원으로 재직했다. 2008년부터 2019년까지 페렉스포의 전무이사였다.

## 어린 시절과 경력
그는 전 소련의 마가단주 축치 자치구에 있는 이울틴 마을에서 광산 엔지니어의 아들로 태어났으며, 어린 시절은 우크라이나 자포리자주의 드니프로루드네시에서 보냈다. 그는 1991년부터 우크라이나 시민이었다.
코스탼틴 제바호는 학교를 우등으로 졸업했다. 1991년, 제바호는 키이우 국립 경제 대학교에 입학하여 해외 경제 활동의 회계 및 분석을 전공했다. 1996년에는 국제 경제 관계 학위를 취득하고 국제 경제학을 전공하여 경제학 석사 학위를 받았다. 2003년, 코스탼틴 제바호는 키이우 국립 경제 대학교에서 국제 투자 및 효과적인 경제 발전에 관한 논문으로 경제학 박사 학위를 취득했다.

## 사업
1993년–1996년 — 파이낸스 앤 크레딧 JSC의 재무 이사. 1996년–1998년 — 파이낸스 앤 크레딧 은행 이사회 의장, 페렉스포 폴타바 마이닝 감독 이사회 부의장, 우크르나프타 감독 이사회 이사.
34세의 투자자 코스탼틴 제바호는 페렉스포 회사를 공개 상장시킨 최초의 우크라이나 억만장자가 되었다. 이 회사는 우크라이나에 자산을 보유한 최초의 회사로, 런던 증권거래소의 주요 시장에서 주식 거래를 시작했으며, 현재도 LSE에 프리미엄 상장되어 있다. 이 회사는 FTSE250 및 FTSE4Good 지수의 구성원이다. 페렉스포의 최대 주주로서 코스탼틴 제바호는 우크라이나에 대한 투자를 지지하고 결정했으며, 그 결과 페렉스포는 우크라이나 자산에 30억 달러 이상을 투자했다.
2007년 포브스 잡지는 코스탼틴 제바호를 스스로 재산을 모은 세계 최연소 억만장자로 선정했다. 그의 은행 파이낸스 앤 크레딧은 우크라이나 전역에 수백 개의 지점을 가진 상위 10대 우크라이나 은행 중 하나였다(2015년 말 청산됨). 코스탼틴 제바호는 경력 내내 광업, 야금, 기계 제조, 제약, 식품 등 다양한 산업 분야에서 여러 우크라이나 및 국제 기업의 감독 및 경영 이사회에서 리더십 역할을 맡았다. 그는 또한 아프토크라즈의 최대 주주이기도 했는데, 이곳에 그는 국방 장비 개발에 상당한 투자를 했다. 여기에는 러시아 흑해 함대의 기함 모스크바를 파괴하는 데 핵심적인 역할을 한 넵튠 미사일 단지의 섀시, 흑해의 즈미니이 섬을 탈환할 수 있었던 바퀴형 자주포 보흐다나, 베르바 다연장 로켓 시스템의 기반이 되는 장비 등이 포함된다.
그는 보르스클라(폴타바) 우크라이나 프리미어 리그 축구팀을 소유하고 있다.

## 정치 활동
그는 1998년 5월 12일 24세의 나이로 우크라이나 최고 라다에 선출되었고, 2002년 5월 14일까지 폴타바주에 위치한 우크라이나 제149선거구에서 우크라이나 인민 대표로 활동했다. 경제 정책, 국가 경제 관리, 재산 및 투자 위원회 위원이었다.
2002년 5월 14일부터 2006년 5월 25일까지 — 폴타바 지역 150번째 선거구의 제4대 우크라이나 인민 대표. 법률 정책 위원회 위원, 유럽 평의회 의회 우크라이나 최고 라다 상설 대표단 위원. "유럽 선택" 그룹, "우크라이나 지역" 파벌 및 "개혁과 질서"의 일원이었다.
2006년 5월 25일부터 2007년 11월 23일까지 — "티모셴코 블록" 소속 제5대 우크라이나 인민 대표, 목록상 62번. 법률 정책 위원회 위원.
2007년 11월 23일부터 — "율리야 티모셴코 블록" 소속 제6대 우크라이나 인민 대표, 목록상 62번. 법률 정책 위원회 위원, 민영화 특별 통제 위원회 위원. 일본과의 의회 간 관계를 담당하는 대표단 단장.
2012년 의회 선거에서 그는 호리슈니플라우니 시를 중심으로 하는 폴타바 지역의 150번째 단일 의석 다수제 선거구에서 무소속 후보로 인민 대표에 출마하여 61.20%의 득표율로 당선되었다. 우크라이나 최고 라다 법률 정책 위원회 위원, 무소속 의원.
2014년 우크라이나 의회 선거에서 그는 150번째 선거구에서 다시 무소속 후보로 출마하여 43.81%의 득표율로 당선되었다. 법치 및 정의 위원회 위원, 무소속.
2019년 의회 선거에서 인민 대표 후보(다시 150번째 선거구에서 무소속 후보로). 그는 집권당 "인민의 종" 후보에게 패했다.

## 통제 자산
그는 경력 기간 동안 광업, 야금, 기계, 제약 및 식품을 포함한 산업 분야에서 수많은 우크라이나 및 국제 기업의 감독 및 관리 이사회에서 고위직을 역임했다.
"파이낸스 앤 크레딧" 은행은 1990년에 설립되었으며 자산 규모면에서 우크라이나 국립은행의 분류에 따르면 우크라이나에서 가장 큰 은행 중 하나로 간주되었다. 2009년 4월 1일 기준으로 은행의 공인 자본금은 ₴20억, 순자산은 ₴183억 1600만, 은행 부채는 ₴158억 4천만이었다. 대출 포트폴리오는 ₴158억 8천만, 개인 고객 대출 포트폴리오는 ₴59억 8300만이었다. 2009년 4월 1일 기준으로 은행 시스템은 우크라이나 전역에 16개 지점과 326개 부서를 포함했다.
우크라이나 은행 협회 자료에 따르면, 2009년 4월 1일 기준으로 이 은행은 국내에서 운영되는 162개 은행 중 상위 10위 안에 들었다. 2016년 12월 17일, 우크라이나 국립은행은 파이낸스 앤 크레딧의 은행 면허를 취소하고 은행을 청산했다.

### 그룹 회사
- 부동산

JSC «F&C Realty», 키이우 호텔 «Salute», «Kyivsoyuzdorproekt» 연구소
- 에너지 회사

JSC "Bilotserkivska teploelektrotsentral", Ukrenerhosbut, 우크라이나-독일 «Mega-motors»
- 화학 산업

JSC «Rosava», 스타하노프 기술 탄소 공장, 자티스니안스크 화학 공장
- 기계 제조 및 공학

아프토크라즈, 우지호로드 «Turbogaz», 스타하노프 마차 공장, 베르디치프 기계 공장 «Progress»
- 조선

잘리프 조선소, "키이우 조선 및 선박 수리 공장"
- 야금 및 자원

페렉스포 폴타바 마이닝의 최대 주주, 스콥스키 레구리(페로합금), 엘렉트로메탈루르히칼 플랜트 «Vorskla Steel»(건설 중), 엘렉트로메탈루르히칼 팩토리 «Vorskla steel Denmark»
- 제약 산업

JSC "Kyivmedpreparat", "Gemoplast", "Halychfarm"의 상당한 지분 보유.
- 식품 가공 산업

PJSC 컴퍼니 크레멘추크미아소의 상당한 지분 보유

## 재산
포브스에 따르면, 그는 세계에서 가장 젊은 억만장자였다.
코레스폰덴트 잡지, 키이우 포스트 신문 및 드래곤 캐피탈 회사의 추정치에 따르면, 2006년 제바호의 자산은 19억 달러에 달했으며, 그는 우크라이나 부자 중 5위를 차지했다.
2012년 3월 포브스 잡지 목록에서 제바호는 18억 달러로 세계 719위, 우크라이나 4위를 차지했다.
2019년 10월에 발행된 NV 잡지의 "우크라이나 부자 100인" 순위에서 제바호의 재산은 7억 4400만 달러로 추정되었으며(2018년 대비 30% 증가), 순위에서 9위를 차지했다.
2022년, 우크라이나 잡지 포브스에 따르면, 코스탼틴 제바호는 우크라이나의 상위 5대 부자에 들었다.

## 상업 소송
3.5년간의 재판 끝에 2019년 10월 2일, 키이우 셰우첸코 법원은 제바호로부터 ₴15억을 우크라이나 국립은행에 지불하라는 명령을 내렸다. 이 결정은 코스탼틴 제바호가 은행의 재융자 대출을 상환하기 위한 보증 계약상의 의무를 이행하려 하지 않았다고 설명한다. 12월 13일, 키이우 항소 법원은 법원 수수료를 지정된 기한 내에 지불하지 않아 제바호의 항소를 고려하지 않고 반환했으며, 그 후 강제 회수에 대한 법원의 결정이 발효되었다.

## 형사 소송
2019년 여름, 우크라이나에서 의회 선거 운동의 활발한 단계가 시작되었을 때, 제바호가 우크라이나 인민 대표 후보로 등록한 날, ₴25억의 횡령 가능성과 관련하여 그에 대한 형사 소송이 시작되었다. 우크라이나 국가 수사국은 2019년 9월 27일 코스탼틴 제바호를 심문하기 위해 소환했다. 그는 해외에 있었기 때문에 심문에 출석할 수 없었고, 2019년 12월 3일 제바호는 국제 수배자로 선언되었고 그의 구금을 허가했다. 예금 보장 기금의 조사 자료에 따르면, 제바호와 파이낸스 앤 크레딧 은행의 또 다른 고위 관리자는 돈을 손에 넣기 위해 약 ₴50억에 달하는 여러 개의 의도적인 부실 대출을 발행했다고 주장된다.
이 사건은 현재까지 진행 중이며 5년 이상 법원에서 재판되지 않았다. 또한, 제바호의 변호사에 따르면, 국가 수사국은 수년 동안 이 형사 사건에 관한 어떠한 정보도 제공하지 않아, 그와 다른 피고인 관리자들의 공정한 재판을 받을 헌법적 권리를 침해하고 있다.
수사에 따르면 2007년부터 2014년까지 역외 회사가 해외 은행에 여러 신용 한도를 개설했다. 파이낸스 앤 크레딧 은행과 해외 은행들 사이에 1억 1300만 달러 상당의 담보 계약이 체결되었다. 우크라이나 은행은 해외 채권자 은행의 계좌에 있는 자체 자금으로 역외 회사를 위해 보증했다. 2015년, 해외 은행들은 역외 회사가 계약상 의무를 이행하지 못하자 파이낸스 앤 크레딧 은행 계좌에서 1억 1300만 달러를 인출했다. 파이낸스 앤 크레딧 은행이 지급 불능 상태로 선언되었을 때 담보가 상각되었다. 이 사건에 대한 수사는 5년 이상 중단되지 않았으며, 같은 기간 동안 재판되지 않았다.
2022년 12월 27일, 제바호는 우크라이나 우크라이나 국가 수사국의 요청으로 프랑스 쿠르슈벨에서 체포되었다. 2022년 12월 29일, 프랑스 샹베리 법원은 제바호에 대한 인도 구속을 명령했으며, 그는 우크라이나 형법 제27조 제3항, 제191조 제5항, 제209조 제3항에 규정된 범죄 혐의에 대해 통보받았다. 파이낸스 앤 크레딧 은행의 일부 고위 관리자들도 의심을 받고 있다. 이 형사 사건은 5년 이상 재판되지 않았다.
2023년 3월, 프랑스 샹베리 법원은 코스탼틴 제바호에 대한 우크라이나 측의 인도 요청을 기각했으며, 2023년 11월 10일 프랑스 대법원은 우크라이나의 항소를 기각하고 우크라이나가 제바호의 사건이 독립적인 법원에서 심리될 것을 보장할 수 없으므로 제바호는 인도 대상이 아니라고 판결했다. 제바호에 대한 모든 제한은 해제되었다.
2024년 5월, 제바호는 두 명의 대리인과 공모하여 파이낸스 앤 크레딧 은행에서 5억 1900만 흐리우냐를 인출했다는 새로운 혐의를 받았다. 이 새로운 형사 사건은 2019년 9월부터의 사건 자료이며 5년 이상 재판되지 않았다. 수사에 따르면 2007년부터 2010년까지 제바호는 은행 이사회 의장, 이사회 구성원 및 그와 가까운 다른 인물들을 포함하는 범죄 조직을 만들었다. 제바호가 통제하는 회사는 규정을 위반하여 은행으로부터 대출을 받았고, 그 후 돈은 역외 계좌로 인출되었다. 이 모든 혐의는 제바호의 변호사에 따르면 근거가 없으며, 해당 대출은 NBU(우크라이나 규제 기관)에 의해 7년 이상 여러 차례 확인되었으며 이 대출과 관련하여 위반 사항은 발견되지 않았다.
제바호는 2023년 우크라이나 대법원장 프세볼로드 크니아지에우에게 뇌물을 주었다고 주장되는 당사자로 지명되었다. 2024년 7월 10일, 법원은 제바호를 부재 중 구금 형태로 예방 조치를 취했다. 제바호 자신은 범죄 당시와 수사 시작 당시 프랑스에 있었고, 이 사건에 대한 어떠한 관여도 부인하며, 혐의가 정치적 동기에 의한 것이라고 주장했다.
2025년, 볼로디미르 젤렌스키 대통령은 제바호를 포함한 여러 과두 정치인 및 개인에게 "대역죄" 및 테러 조직 지원 혐의로 제재를 가했으며, 특히 러시아와의 불리한 사업 계약을 통해 국가 안보를 위태롭게 한 역할에 주목했다. 다음 날, 우크라이나 검찰총장실은 그와 다른 제재 대상 개인들에 대한 형사 수사 개시를 발표했다. 코스탼틴 제바호는 모든 혐의를 부인하는데, 그 자신과 그의 회사들은 2018년 10월부터 러시아 연방의 제재 목록에 올라 있기 때문이다.

## 같이 보기
- 크라즈
- FC 보르스클라 폴타바